# Ba FC
A Ba FC egy Fidzsi-szigeteki labdarúgócsapat, amelyet 1935-ben hoztak létre és a legsikeresebb csapat az országban. Pályájuk a 4 000 fő befogadására képes Govind Park stadion.

## Játékosok
| #  |     | Poszt | Név                |
| -- | --- | ----- | ------------------ |
| 1  | FIJ | K     | Misiwane Nairube   |
| 2  | FIJ | KP    | Avinesh Suwamy     |
| 3  | FIJ | KP    | Meli Codro         |
| 4  | FIJ | V     | Manasa Nawakula    |
| 5  | FIJ | KP    | Ronil Kumar        |
| 6  | FIJ | V     | Jone Vesikula      |
| 7  | FIJ | KP    | Laisenia Raura     |
| 8  | FIJ | KP    | Jonetani Buksh     |
| 9  | FIJ | CS    | Abbu Zahid Shaheed |
| 10 | FIJ | CS    | Mavileko Nakama    |
| 11 | FIJ | V     | Alvin Singh        |
| 12 | FIJ | V     | Remueru Tekiate    |

| #  |     | Poszt | Név               |
| -- | --- | ----- | ----------------- |
| 13 | FIJ | KP    | Kiniviliame Naika |
| 14 | FIJ | KP    | Shameel Rao       |
| 15 | FIJ | CS    | Saula Waqa        |
| 16 | FIJ | KP    | Malakai Tiwa      |
| 17 | FIJ | KP    | Narendra Rao      |
| 18 | FIJ | V     | Praneel Naidu     |
| 19 | FIJ | V     | Josefata Neibuli  |
| 20 | FIJ | KP    | James Hoyt        |
| 21 | FIJ | K     | Shaneel Naidu     |
| 22 | FIJ | K     | Jone Sorolo       |
| 22 | SAF | CS    | Keegan Linderboom |

## Sikerlista
- Fidzsi-szigeteki első osztály: 19

1977, 1979, 1986, 1987, 1992, 1994, 1995, 1999, 2001, 2002, 2003, 2004, 2005, 2006, 2008, 2010, 2011, 2012, 2013
- Inter-District Championship : 23

1961, 1963, 1966, 1967, 1968, 1970, 1975, 1976, 1977, 1978, 1979, 1980, 1982, 1986, 1991, 1996, 1997, 2000, 2003, 2004, 2006, 2007, 2013
- Battle of the Giants: 15

1979, 1984, 1990, 1993, 1998, 1999, 2000, 2001, 2006, 2007, 2008, 2009, 2012, 2013
- Fidzsi-szigeteki kupa: 8

1991, 1997 (közösen a Labasaval), 1998, 2004, 2005, 2006, 2007, 2010
- Champions versus Champions Tournament: 16

1993-2006, 2008, 2012 2013, 2014, 2015